# IEEE 802.22
У липні 2011 р. Міжнародний інститут інженерів з електротехніки та електроніки (Institute of Electrical and Electronics Engineers) оголосив про завершення робіт над стандартом бездротового зв'язку IEEE 802 .22, відомим під ім'ям «white space» («пробіл»).
IEEE 802 .22 WRAN (Wi-Fi) — стандарт бездротових регіональних мереж, що описує дворівневу архітектуру (рівень PHY і рівень MAC) з багатоточковим (point-to-multipoint) з'єднанням. Мережа призначена як для роботи з професійними фіксованими базовими станціями, так і з портативними (або фіксованими) користувацькими терміналами (модеми). Обмін даними по стандарту проводиться на «вільних» частотах VHF / UHF телевізійного мовлення, що складає смугу від 54 до 862 МГц. За твердженням розробників, мережа в основному призначена для використання в малонаселених пунктах, а також сільській місцевості, де найімовірніше буде достатня кількість вільних каналів в робочій смузі частот стандарту.

## Особливості стандарту
- Призначення: широкосмуговий бездротовий доступ до Інтернету для сільської місцевості.
- Ядро: технологія когнітивної радіопередачі, призначена для безліцензійного використання частот телевізійного діапазону.
- Цільова аудиторія: промисловість, уряд і керуючі органи, академічні організації, провайдери.
- Проекти: IEEE 802 .22.1, IEEE 802 .22.2.
- Портативність: можна використовувати в русі до 114 км / год.
- Топологія мережі: багатоточкова (Point-to-Multipoint).
- Радіус зони покриття: 10-100 км (для фіксованого базової станції і модему).
- Потужність випромінювання: 4 Вт (під потужністю випромінювання розуміється ефективна ізотропно випромінювана потужність, EIRP).
- Антени: на базовій станції використовується не направлена (або секторна) приймально-передавальна антена, а на стороні абонента спрямована антена з 14 дБ придушенням заднього пелюстка; крім цього, є не направлена антена для сканування частотного діапазону (когнітивна радіозв'язок).
- Гео-позиціонування: GPS або наземне (необхідно для функціонування системи).

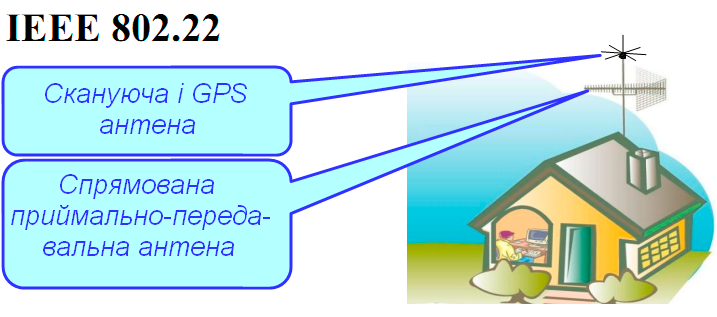
Антени

| Частотний діапазон | Границі діапазону | Хвильовий діапазон | Границі діапазону |
| ------------------ | ----------------- | ------------------ | ----------------- |
| Середні            | 0.3-3 МГц         | Гектометрові       | 1-0.1 км          |
| Високі             | 3-30 МГц          | Декаметрові        | 100-10 м          |
| Дуже високі        | 30-300 МГц        | Метрові            | 10-1 м            |
| Ультрависокі       | 0.3-3 ГГц         | Дециметрові        | 1-0.1 м           |
| Надвисокі          | 3-30 ГГц          | Сантиметрові       | 10-1 см           |
| Вкрай високі       | 30-300 ГГц        | Міліметрові        | 10-1 мм           |
| Гіпервисокі        | 0.3-3 ТГц         | Дециміліметрові    | 1-0.1 мм          |

## «Розумне» радіо
Стандарт IEEE 802 .22 WRAN використовує технологію когнітивної радіопередачі, яка забезпечує підстроювання параметрів приймально-передавальних пристроїв мережі так, щоб передача даних не вилазила на «ліцензійні» частоти. Як це відбувається? Система постійно аналізує спектр радіосигналу, що оточують фонові сигнали, а також поведінку користувачів мережі. Базова станція, зібравши всю інформацію про частотному діапазоні і використовуючи інформацію про своє місце розташування (по GPS), визначає які частоти можуть бути використані для встановлення зв'язку з користувачами мережі. При вже встановленому зв'язку, система періодично сканує частотний діапазон на випадок появи нових сигналів, і при виявлення таких, відразу ж перебудовується на інші частоти. Слід зазначити, що сканування частотного діапазону відбувається на стороні абонента, що дозволяє мати актуальну інформацію про обстановку в зоні покриття. Розробники відзначають, що IEEE 802 .22 WRAN є однією з перших специфікацій, що використовують в повній мірі когнітивні технології в радіозв'язку. Таким чином, стандарт дозволяє ефективно використовувати наявний спектр частот, без необхідності отримання ліцензій.
Розробники розрізняють кілька основних «ліцензійних» систем, що використовують робочий діапазон стандарту:

- Аналогове телебачення

У Північній Америці мовлення засноване на NTSC, а в Європі на PAL. Рівень при якому канал буде звільнений відповідає −94 дБм (дБ від 1 мВт), який вимірюється на піку синхроімпульсів.
- Цифрове телебачення

У Північній Америці використовується стандарт DTV (ATSC), в Європі DVB-T. Рівень сигналу для DTV (ATSC) складає −116 дБм.
- Бездротові мікрофони

У даній області стандартів не існує, і вони можуть мати різні формати. В основному для передачі використовується FM із смугою частот в 200 кГц. Рівень сигналу −107 дБм.

## PHY рівень
При проектуванні стандарту, розробники були націлені на те, щоб рівень продуктивності системи був нітрохи не гірше ніж у DSL. Для цього необхідно було забезпечити швидкість вхідного (downlink) з'єднання (в межах дії базової станції) близько 1.5 Мбіт / с, а швидкість вихідного (uplink) 384 кбіт / с для 12 одночасно працюючих в мережі користувачів. Забезпечення такої швидкості для користувачів вимагає, щоб пропускна здатність каналу для вхідного з'єднання становила 1.5 * 12 = 18 Мбіт / с. Тому, при ширині смуги телевізійного каналу в 6 МГц (для США, великої частини Центральної і Південної Америки та Японії, в іншому світі смуга в основному 8 МГц), необхідна спектральна ефективність склала C = 18/6 = 3 біт / (c * Гц). На базі цих принципів був сформований стандарт, параметри якого зручно звести в невелику таблицю:

| Смуга каналу (МГц)                | 6, (7, 8)                                   |
| Мультиплексування                 | OFDM, OFDMA (uplink)                        |
| Модуляція                         | QPSK, 16-QAM, 64-QAM                        |
| Кодування                         | Block Turbo Code                            |
| Пропускна спроможність (downlink) | 18 Мбіт / с                                 |
| Спектральна ефективність          | 0.624-3.12 біт / (c * Гц)                   |
| Користувацька продуктивність      | Downlink: 1.5 Мбіт / с Uplink: 384 Кбіт / с |

Схема OFDM була прийнята для того, щоб забезпечити стійку роботу системи в умовах багатопроменевого розповсюдження і селективного завмирання сигналу, а також для забезпечення високої пропускної здатності та ефективного використання смуги пропускання. В залежності від різних умов стандарт дозволяє використовувати різні схеми модуляції: QPSK, 16-QAM або 64-QAM. Причому в рамках стандарту не виключається адаптивна динамічна конфігурація модуляції для конкретного користувача. Для забезпечення необхідної заявленої продуктивності, стандартом була введена система «Channel Bonding» (канальне з'єднання). Дана система дозволяє використовувати для передачі більш одного телевізійного каналу за раз, щоб забезпечить потрібну пропускну здатність. Це є можливим, з причини того, що частенько в різних країнах залишають 2, а то і більше вільних каналів, щоб позбутися перехресних перешкод. На практиці, ж передбачається обмежитися 3 вільними каналами.

## MAC рівень
Вимоги розробників по гнучкості архітектури стандарту породили ряд нових проблем, що наклало певні вимоги на структуру та принципи функціонування проекту, в тому числі і на MAC рівні. У першу чергу виникли проблеми з ініціалізацією і входом в мережу. Суть проблематики пов'язана з тим, що в мережі відсутній фіксований канал, а також немає можливості послати пілот-сигнал для пошуку мережі (каналу). Тому, спочатку доводиться сканувати весь частотний діапазон для відстеження доступних вільних каналів, а потім вже в знайденому відфільтрованому частотному діапазоні проводити сканування пілот-сигналом базових станцій, і вже потім підключатися до мережі.

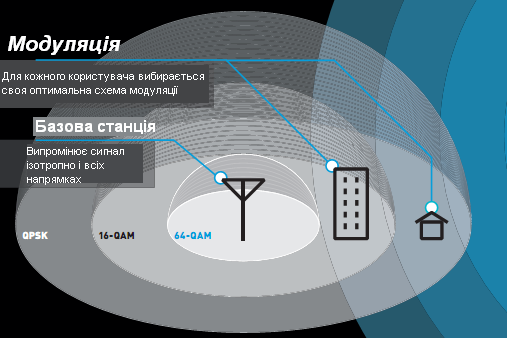
Схема модуляції

Специфіка стандарту вимагає і певну організацію обміну інформацією. Для забезпечення передачі даних між користувачем і базовою станцією використовується дуплексний зв'язок з тимчасовим поділом каналів (TDD). Це найбільш оптимальна схема, оскільки необхідний всього 1 канал для обміну, що простіше для контролювання на відміну від того ж FDD (частотне розділення), а також дозволяє динамічно змінювати пропускну здатність вхідного і вихідного потоків. Для такого роду передачі використовується особлива фреймова структура даних. В рамках стандарту вводять фрейми (Frames) і супер-фрейми (Superframes).
- Тривалість супер-фрейму: 160 мс.
- Тривалість кадру: 10 мс.
- Кожен супер-фрейм складається з фреймів.
- Супер-фрейми забезпечують повну синхронізацію всієї роботи мережі, зокрема вони забезпечують ініціалізацію доступу до мережі і вхід в мережу. На початку кожного супер-фрейму є преамбула і керуючий заголовок супер-фрейму (Superframe Control Header), або коротко SCH. Заголовок і преамбула містять в собі всю необхідну інформацію для всіх нових абонентів, які хочуть підключитися до базової станції.
- Кожен фрейм поділяється на два підфрейми: вхідний (downlink sub-frame (DL)) і вихідний (uplink sub-frame (UL)). Кордон між двома підфреймами може змінюватись в залежності від необхідної пропускної здатності.
- Кожен фрейм містить CBP (Co-existence Beacon Protocol) пакет, який містить в собі технічну інформацію про мережу, наприклад, гео-позиція, вільні канали, команди від базової станції клієнтам.

В кінцевому рахунку, стандарт був спроектований таким чином, щоб уникати конфліктів з існуючими каналами телемовлення, а також іншими системами радіопередач в даному частотному діапазоні. В результаті, система вийшла адаптивної, завдяки використанню когнітивних технологій, що також дозволяє позбавлятися від різних перешкод і змін до поширення радіохвиль, які періодично виникають на практиці.
Стандарт підтримує різні системи QoS:
| QoS        | Додаток              |
| ---------- | -------------------- |
| UGS        | VoIP, T1 / E1        |
| rtPS       | MPEG video streaming |
| nrtPS      | FTP                  |
| BE         | E-mail               |
| Contention | BW запити            |

## Порівняння IEEE 802 .22 з WiMAX
Для наочності технічних параметрів стандарту IEEE 802 .22 нижче приведена порівняльна таблиця з WiMAX (IEEE 802 .16):
|                                | IEEE 802 .22     | WiMAX         |
| ------------------------------ | ---------------- | ------------- |
| PHY                            | OFDMA, 6 МГц     | OFDMA, 5 МГц  |
| Режим FFT                      | 2048             | 512           |
| Частота дискретизації          | 6.9 МГц          | 5.6 МГц       |
| Рознесення піднесучих          | 3.3 КГц          | 10.9 КГц      |
| Швидкість передачі даних (max) | 22.7 Мбит/с      | 15.8 Мбит/с   |
| Розміщення пакетів             | Лінійне          | 2D            |
| Багатоелементна антена         | Не підтримується | Підтримується |

Специфікація стандарту IEEE 802 .22 проста і легка в розумінні. Розробники постаралися зробити найбільш оптимальну технологію обміну даними для відносно великих відстаней і прийнятних швидкостей передачі. Унікальний підхід з використанням когнітивних методів радіопередачі дозволяє ще на етапі проектування стандарту позбутися від ряду проблем, у тому числі на законодавчому рівні. Звичайно, не варто очікувати повністю безліцензійного поширення технології, проте специфіка роботи пристроїв повинна забезпечити простішу процедуру локалізації технології. Швидше за все першим стоїть очікувати появу пристроїв IEEE 802 .22 на американському ринку на увазі вже врегульованого правового питання.